# 하우 투 메이크 잇 인 아메리카
하우 투 메이크 잇 인 아메리카(How to Make It in America)는 2010년 1월 14일부터 2011년 11월 30일까지 HBO에서 방영된 드라마이다.

## 캐스트
- 브라이언 그린버그 - Ben Epstein
- 빅터 라숙 - Cameron Calderon
- 키드 커디 - Domingo Dean
- 레이크 벨 - Rachel Chapman
- 샤닌 소세이먼 - Gingy Wu
- 에디 카예 토머스 - David Kaplan
- 루이스 거즈먼 - Rene Calderon
- 줄리 클레어 - Robin
- 조 판톨리아노 - Felix De Florio
- 에릭 라 샐 - Everton Thompson